# Chorrillo-formatie
De Chorrillo-formatie is een geologische formatie in Argentinië die afzettingen uit het Laat-Krijt omvat. 

## Locatie en ouderdom
De Chorrillo-formatie ligt in de provincie Santa Cruz in het zuiden van Patagonië nabij de Perito Morenogletsjer. De afzettingen dateren uit het Maastrichtien, circa 72 tot 66 miljoen jaar geleden. De Chorrillo-formatie werd afgezet in een draslandgebied.

## Paleogeografie
In het Laat-Krijt en het eerste deel van het Kenozoïcum waren Zuid-Amerika, Australië en Antarctica nog met elkaar verbonden als restanten van het supercontinent Gondwana. De "Weddelliaanse istmus" verbond zuidelijk Patagonië met Antarctica. Fossielen van dieren en planten laten zien dat zuidelijk Patagonië, Australië en Antarctica in deze periode één bioregio vormden, die de Weddelliaanse paleoprovincie wordt genoemd. Deze regio had een gematigd en vochtig klimaat en was begroeid met bossen waarin schijnbeuken domineerden. 

## Fauna

Dinosauriërs uit de Chorrillo-formatie.

Door het gematigde klimaat was er in het Laat-Krijt een duidelijk verschil in samenstelling van de dinosauriërs in zuidelijk Patagonië met droge en warme noordelijke deel van Patagonië. In het noorden waren saltasaurine sauropoden en abelisauride theropoden dominant, terwijl in het zuiden de colossosaurine sauropoden, megaraptoride theropoden en elasmarine iguanodonten de voornaamste groepen waren. De twee laatstgenoemde groepen kwamen ook in Australië voor. De drie dinosauriërs van de Chorrillo-formatie zijn Isasicursor, Nullotitan en Maip, naast de vogels Kookne en Yatenavis.
Enkele groepen zoogdieren van Australische oorsprong kwamen in het Laat-Krijt in Patagonië voor. Het vogelbek Patagorhynchus uit de Chorrillo-formatie is hier het beste voorbeeld van. Twee andere zoogdieren waarvan in de Chorrillo-formatie fossielen zijn gevonden zijn Magallanodon uit de Gondwanatheria en Patagomaia uit de Theria.
In geheel Patagonië kwamen met brughagedissen, wurgslangen uit de Madtsoiidae en gehoornde landschildpadden uit de Meiolaniformes in het Laat-Krijt verschillende groepen reptielen voor die in oostelijk Gondwana veel langer zouden overleven.